# Indigofera zavattarii
Indigofera zavattarii är en ärtväxtart som beskrevs av Emilio Chiovenda. Indigofera zavattarii ingår i släktet indigosläktet, och familjen ärtväxter. Inga underarter finns listade i Catalogue of Life.